# Totten Glacier Tongue
Totten Glacier Tongue är en glaciär i Antarktis. Den ligger i Östantarktis. Australien gör anspråk på området. Totten Glacier Tongue ligger 38 meter över havet.
Terrängen runt Totten Glacier Tongue är platt. Trakten är obefolkad. Det finns inga samhällen i närheten.